# Д’Альмар, Аугусто
Аугусто Д’Альмар (исп. Augusto d'Halmar, настоящая фамилия — Томсон; 23 апреля 1882, Чили — 27 января 1950, Сантьяго, Чили) — чилийский писатель

, поэт, драматург, эссеист, журналист, военный корреспондент, переводчик, дипломат. Представитель натурализма в литературе. Один из первых интеллектуалов страны, признавших свою гомосексуальность.
Лауреат литературной премии Atenea (1934) и Национальной премии Чили по литературе 1942 года.

## Биография
Сын французского моряка и чилийки. Отец оставил мать ещё до его рождения. В 10-летнем возрасте остался сиротой. В 1899 году, не окончив лицей, занялся литературным трудом. Подписывался псевдонимом барон Д’Альмар, по фамилии своего прадеда — шведа по происхождению.
С 1900 года работал редактором в журнале Luz y Sombra, сотрудничал с разными другими журналами. В этот период им создана серия критико-биографических очерков о 21 писателе, среди которых: Ханс Кристиан Андерсен, Виктор Гюго, Лев Толстой, Генрик Ибсен, Эдгар Аллан По, Чарльз Диккенс, Фрэнсис Брет Гарт, Эмиль Золя, Альфонс Доде, Ги де Мопассан, Оскар Уайльд , Эca де Кейрош, Пьер Лоти, Редьярд Киплинг, Максим Горький, Оскар Милош, Федерико Гарсиа Лорка, Антонио Мачадо, Джозеф Конрад и др.
В 1904 вместе с друзьями основал колонию толстовцев.
Работал секретарём министра иностранных дел Федерико Борна, позже назначенного Генеральным консулом Чили в Индостане, затем — в Перу. В 1907—1934 годах жил в Индии, Перу, Франции, Испании и других странах.
Во время Первой мировой войны был военным корреспондентом ежедневной газеты La Nacion (Буэнос-Айрес) и La Unión (Сантьяго) в Париже, получил ранение, в течение нескольких месяцев находился в критическом состоянии. Был награждён правительством Франции.
В 1917 году переехал в Буэнос-Айрес, после войны в 1919 году — поселился в Испании, где он оставался до 1934 года, работал переводчиком, журналистом и преподавателем.
Умер от рака горла.

## Творчество
Автор первого в чилийской литературе натуралистического романа о пороках капиталистического города — «Хуана Лусеро» (1902). Прозе Д’Альмар, усвоившего приёмы модернизма, свойственны символика, склонность к экзотике. Отдельные произведения писателя написаны в духе пролетарского реализма.
Ему принадлежат многочисленные рассказы и эссе (сборник «Кристиан и я» (1946) и др.), роман «Тень дыма в зеркале» (1924), сборник путевых очерков «Нирвана» (1920). Роман «Страсть и гибель священника Деусто» (1924) отмечен мистическими настроениями и считается первым романом на испанском языке, в котором подняты проблемы гомосексуализма и считающийся одним из ориентиров гей-литературы в Испании.
Д’Альмар считается одним из инициаторов возникновения литературного направления под названием чилийский имажинизм, в качестве альтернативы креолизму большинства писателей того времени.